# Sör-Älgen
Sör-Älgen är en sjö i Hällefors kommun i Västmanland och ingår i Göta älvs huvudavrinningsområde. Sjön är 74 meter djup, har en yta på 15,5 kvadratkilometer och befinner sig 181 meter över havet. Sjöns största tillopp är vattendraget Sikforsån. Vid provfiske har bland annat abborre, gös, lake och mört fångats i sjön.
Sjön är via sund förbunden med Halvtron. Sör-Älgens camping, öster om Hällefors och i sjöns norra ände vid Sikfors, drivs i privat regi, men friluftsbadet är öppet för allmänheten också.
Vid Sör-Älgens sydvästra delar, ligger Grythyttan och Måltidens hus.

## Delavrinningsområde
Sör-Älgen ingår i delavrinningsområde (662529-143178) som SMHI kallar för Utloppet av Sör-Älgen. Medelhöjden är 203 meter över havet och ytan är 66,88 kvadratkilometer. Räknas de 30 avrinningsområdena uppströms in blir den ackumulerade arean 497,05 kvadratkilometer. Sikforsån som avvattnar avrinningsområdet har biflödesordning 3, vilket innebär att vattnet flödar genom totalt 3 vattendrag innan det når havet efter 344 kilometer. Avrinningsområdet består mestadels av skog (66 procent). Avrinningsområdet har 16,65 kvadratkilometer vattenytor vilket ger det en sjöprocent på 24,9 procent.

## Fisk
Vid provfiske har följande fisk fångats i sjön:
- Abborre
- Gös
- Lake
- Mört
- Sik
- Siklöja
- Öring
- Gädda